# Ràdio Flaixbac
Flaixbac es una cadena de radio española de temática musical que emite en idioma catalán. Es propiedad de Grup Flaix y fue inaugurada el 1 de noviembre de 1994. Emite en la comunidad autónoma española de Cataluña, en Andorra y en la región francesa del Rosellón.
Casi toda de su programación es una radiofórmula en la que se mezclan novedades comerciales y éxitos de los últimos años, a la que se añaden programas propios como La Llista, El matí i la mare que el va parir, Feedbac y Bacstage Todos ellos dirigidos a un público entre 18 y 35 años. Desde 2015 hasta principios de 2018 fue la emisora musical más escuchada de Cataluña y su eslogan actual es "la radio musical de Cataluña". Actualmente es la decimotercera emisora de radio temática más escuchada del país con 250.000 oyentes, según la 3ª oleada del EGM de 2022. Se puede sintonizar a través de la radio FM, internet y aplicación para dispositivos móviles.
Desde 2018 también emite en Francia concretamente en Perpiñán en la 103.6 FM.

## Equipo
Dirección
Carles Cuní
Programación:
Didier Auzy
Xavi Dalmau
Locutores:
Llucià Ferrer
Carles Pérez
Xavi Dalmau
Albert Planadevall
Andreu Presas
Jordi Cuadras
Jordi Plans
Àlex Mata
Marc Frigola
Eudald Puig
Director de Producción i Creatividad:
Sonia Román
Imatgen sonora:
Albert Parera
Mikel Vilches
Creativitat:
Sonia Román
Departamento Tecnico:
Jordi Gol
Jordi Roura (Makkie)
Antiguos Locutores
Jordi Casas | Ajo Casals | Joan Arenyes | Carles Davó | Llucià Ferrer | Carme Contreras | Vador Lladó | Sònia Carmona | Miquel Àngel | Josep Lobató | Albert Buscarons | Oriol Sábat | Venus | Pere Espinosa | Carles Herèdia | Berto Romero | Miquel Company | Rafel Barceló | Josep Maria Sebastià | Elisenda Carod | Elena Crespi | Marc Colominas | Víctor de la Torre | Lluís Jutglar | Xavi Canalias | Xavi Cazorla | Roger Carandell | Albert Solà | Alina Martín | Xavi Segú (només com a locutor) | Gonzalo Castañera | Alberto Rey | Josep Moragas

## Frecuencias de Rádio Flaixbac[1]

### FM
Provincia de Barcelona
- Barcelona: 106.1 FM
- Manresa: 99.8 FM
- Vic: 93.2 FM

 Provincia de Gerona
- Gerona: 100.7 FM
- Palafrugell: 90.8 FM
- Puigcerdá: 96.1 FM

 Provincia de Lérida
- Lérida: 105.2 FM

 Provincia de Tarragona
- Tarragona: 90.4 FM
- Amposta 89.1 FM

 Andorra
- Andorra la Vieja: 96.0 FM

 Rosellón
- Perpiñán: 103.6 FM

## Publicaciones
- Només èxits (2007): doble CD con los 28 éxitos que marcaron el año 2007.
- El recopilatori (2009): doble CD con 20 éxitos actuales y 20 más de los años 80, 90 y 2000.
- Només èxits (2012): doble CD con 30 éxitos que han marcado el año 2012.
- Només èxits (2013) : doble CD con las 34 canciones más imprescindibles del año.
- Només èxits (2015): doble CD con las 36 canciones más imprescindibles del año.
- Només èxits (2016): doble CD con las 36 canciones más imprescindibles del año.
- Només èxits (2017): triple CD con las 48 canciones más imprescindibles del año.